# Банк 3/4
Банк 3/4 — український комерційний банк, головний офіс якого розташований у місті Київ, заснований у 2008 році. Позиціонує себе, як універсальний.. Єдиним власником банку є фізична особа, громадянин України Іщенко Вадим Андрійович, він же — Голова Правління банку. Банк має 5 відділень, включаючи головний офіс.

## Історія
14 липня 2008 року Національний банк зареєстрував новий банк — "Банк 3/4" у формі відкритого акціонерного товариства.
25 жовтня 2010 року проведено державну реєстрацію зміни найменування банку з "Відкритого акціонерного товариства "Банк 3/4" на "Публічне акціонерне товариство "БАНК 3/4".
02 березня 2011 року проведено державну реєстрацію статуту банку у зв'язку зі збільшенням статутного капіталу до 185,00 млн.грн.
13 листопада 2020 року отримав рефінансування Національного банку України у розмірі 257 млн грн.